# Semper Timur
Semper Timur is een kelurahan van het onderdistrict Cilincing in het noorden van Jakarta, Indonesië.